# 蕨森林區 (昆士蘭州)
蕨森林是個布里斯本新近發展的市轄區。

## 外部連結
- Ferny Grove: Queensland Places （页面存档备份，存于）
- Cedar Creek cemetery at Ferny Grove （页面存档备份，存于）